# پائولو ورنزا
پائولو ورنزا (انگلیسی: Paolo Vernazza؛ زادهٔ ۱ نوامبر ۱۹۷۹) یک بازیکن فوتبال اهل بریتانیا است.